# David J. Vogelmann
David J. Vogelmann (* 25. April 1907 in Czernowitz, Bukowina; † 21. Juni 1976 in Buenos Aires) war ein österreichisch-ungarischer Übersetzer und Autor in Argentinien. Er übertrug  Werke von Schriftstellern wie Franz Kafka, Franz Werfel oder Erich Kästner aus dem Deutschen ins Spanische.

## Leben und Wirken
Vogelmann wurde als Sohn von Maurizio Vogelmann und Rosa Friedman in Czernowitz, der Hauptstadt der Bukowina geboren.
Ab seiner Jugendzeit ist er in Argentinien nachweisbar. Dort war er vor allem als Übersetzer, Autor und Journalist für Zeitung und Radio tätig.
Um 1926 entschloss er sich als Praktikant einer lokalen chemischen Fabrik nach Südamerika auszuwandern. Seinen Kollegen in der Fabrik teilte er in einer Ansichtskarte mit, dass er zunächst eine Anstellung in einem chemischen Betrieb in Buenos Aires gefunden habe. Seit dem Jahr 1928 ist er dann publizistisch in Erscheinung getreten, im Jahr 1929 als Mitarbeiter der Deutschen La-Plata-Zeitung. Seine exotischen Gedichte fanden in den deutschen illustrierten Zeitungen Argentiniens Anklang und wurden abgedruckt.
Nach eigener Aussage leitete Vogelmann auch Spanischkurse im „Hilfsverein deutschsprechender Juden“ in Buenos Aires.
David J. Vogelmann war verheiratet mit Mary Acha de Vogelmann. Die beiden hatten einen Sohn und eine Tochter.
Vogelmann galt als Experte für östliche Philosophien, Esoterik und als Brückenbauer zwischen den großen Religionen. Er beschäftigte sich vor allem mit den grundlegenden Fragen des Menschseins.
Vogelmann war befreundet mit argentinischen Intellektuellen und Künstlern wie Jorge Luis Borges, Eduardo Mallea, Héctor A. Murena und dem ab 1933 in Buenos Aires lebenden deutschen Schriftsteller Paul Zech.

### Tätigkeit als Übersetzer und Autor
Buenos Aires war ab Mitte der 1930er Jahre das Zentrum einer regen Kafka-Übersetzer- und Publikationstätigkeit. Von Argentinien aus verbreitete sich das Werk Kafkas dann in den 50er und 60er Jahren in Lateinamerika. Neben bedeutenden Schriftstellern wie Borges oder Mallea widmete sich vor allem David J. Vogelmann dem Schaffen Franz Kafkas.
Des Weiteren übersetzte er Bücher und Texte von Franz Werfel, Leo Perutz, Erich Kästner, Arthur Schnitzler oder von Philosophen wie Max Horkheimer, Walter Benjamin oder Jürgen Habermas ins Spanische. Häufig geschah dies in Zusammenarbeit mit seinem Freund und Kollegen, dem argentinischen Schriftsteller Héctor A. Murena.
Vogelmann stand auch in schriftlichem Kontakt mit Lion Feuchtwanger. Im Jahr 1937 zeigte er sich interessiert an einer Übersetzung von Feuchtwangers Reisebericht Moskau 1937. Da die Rechte an diesem Werk schon vergeben waren, schlug der Autor Vogelmann stattdessen vor, sein Buch Die Geschwister Oppenheim ins Spanische zu übertragen.
Zusammen mit Murena war Vogelmann in den 70er Jahren beim Radio Municipal in Buenos Aires für das Programm „Imagen, voz y silencio“ (1971–72) tätig. Aus Aufzeichnungen dieser Sendungen entstand das Buch El secreto claro, das 1978 von Sarah Gallardo, der zweiten Frau Murenas herausgegeben wurde.
Vogelmann schrieb etliche Beiträge für die literarische Beilage der argentinischen Tageszeitung „La Nación“ und für Zeitschriften wie „Sur“ und „Cuadernos Americanos“.

#### Frühe Arbeiten
Die Czernowitzer Allgemeine Zeitung druckte in ihrer Ausgabe vom 27. Oktober 1929 zwei Gedichte und eine Novellen-Skizze des jungen David Vogelmann ab, die neben anderen Gedichten und einem Foto des Autors im August des Jahres 1929 in der deutschsprachigen argentinischen Zeitung „Teutonia“ unter dem Titel Argentinische Akkorde erschienen waren.
Ebenfalls in „Teutonia“ erschien in der Weihnachtsausgabe 1929/30 die „Karikatur-Novelle“ Der Abstand.

## Werke

### Als Übersetzer
- Franz Kafka: Obras completas. Bd. 1: Novelas. Übersetzer David J. Vogelmann und A. L. Bixio. Buenos Aires: Emecé, 1960.
- Franz Kafka: El castillo. (Das Schloss). Buenos Aires, Emecé, 1949. (Madrid: Alianza, 2003)
- Franz Kafka: América. (Der Verschollene). Buenos Aires: Emecé, 1943.
- Franz Kafka: Carta al padre. (Brief an den Vater); übersetzt und Anmerkung von D. J. Vogelmann. 7. Aufl., Mexico: Premià, 1975.
- Franz Kafka: Carta al padre y otros relatos. Vorwort von José María Alfaro, übersetzt von D. J. Vogelman und F. Zanutigh. México: Porrúa, 2. Aufl. 1997.
- Elisa Martínez Salazar, Julieta Yelin: Kafka en las dos orillas. In: Antología de la recepción crítica española. Darin David J. Vogelmann: Acotación del traductor de La carta al padre. Prensas de la Universidad de Zaragoza, Vidas 4 2013, S. 187–191.
- Erich Kästner: La escuela de los dictadores – Comedia en 9 cuadros. (Die Schule der Diktatoren). Buenos Aires: Compañía general fabril ed., 1961.
- Franz Werfel: Estafa de cielo. (Der veruntreute Himmel). Übersetzt von D. J. Vogelmann. Buenos Aires: Ed. Sudamericana, 1942.
- Arthur Schnitzler: La señorita Elsa. (Fräulein Else). Vorwort von Guillermo de Torre. Barcelona: Océano, 1999.
- Leo Perutz: Mientras dan las nueve. (Zwischen neun und neun). Übersetzt von de D. J. Vogelmann. Buenos Aires: Argonauta, 1945.
- Eduardo Mallea: Einsame, zeitgemäße Aufzeichnungen. ins Deutsche übertragen und einführende Worte von D. J. Vogelmann, in: Deutsche Blätter, 3. Jg. 1945, H. 25, S. 52.
- Martin Walser: Descripción de una forma: ensayo sobre Franz Kafka. Übersetzung von H. A. Murena und  David Vogelmann, in: Sur, Buenos Aires (1969).
- Max Horkheimer: Crítica de la razón instrumental. übersetzt von Héctor Alvarez Murena und David J. Vogelmann, 1969.
- Max Horkheimer: Sobre el concepto del hombre y otros ensayos. übersetzt von Héctor Alvarez Murena und David J. Vogelmann, in: Sur, Buenos Aires (1970).
- Walter Benjamin: Conceptos de filosofía de la historia. Einleitung von Hannah Arendt, übersetzt von H. A. Murena und D. J. Vogelmann. Buenos Aires: Terramar Ediciones, 2007.
- Jürgen Habermas: Teoría y Praxis. Übersetzung von D. J. Vogelmann. Madrid: Editora Nacional, 2002.
- Antonio Porchia: Voces. Vorwort von D. J. Vogelmann. New York: Hachette, 1966.
- Luis Quintera Tejera: Algunas consideraciones criticas. übersetzt von H. A. Murena und D. J. Vogelmann, in: Sur, Buenos Aires (1969).
- León Chestov: La filosofía de la tragedia. Dostoievsky y Nietzsche. übersetzt von D. J. Vogelmann. Buenos Aires: Ed. Emecé, 1949.
- Richard Wilhelm (1873–1930): I-Ching, el Libro de las Mutaciones. Übersetzung aus dem Spanischen von D. J. Vogelmann. Buenos Aires: Edit. Sudamericana, 1976.

### Als Autor
- Héctor Alvarez Murena und David J. Vogelmann: El secreto claro: diálogos. Buenos Aires: Ed. Fraterna, 1978.
- El Zen y la crisis del Hombre. Buenos Aires: Editorial Paidos, 1967.
- Murena y el mundo hermético. In: La Nación (6. Juli 1975).
- Hölderlin y los alemanes. In: Sur 91 (April 1942), S. 43–50.
- Hölderlin y los alemanes. Una aclaración. In: Sur 103 (April 1943), S. 92–96.
- El estudio de Filosofía como evasión de la Filosofía. In: IIº Congreso Nacional de Filosofía. Sudamericana (1973), t. 1, S. 386–388.
- Versión y Estudio. In: I Ching. Sudamericana (1973, 2000, 2 Aufl.).
- La vida detrás de las palabras. In: Crisis 37, Buenos Aires (Mai 1976).
- Datos para una clave de Kafka. In: La Nación (6. April 1941/20. April 1941).
- Entorno a los „signos“ de Víctor Chab. Buenos Aires (1973).
- Emigración hacia la muerte. In: Cuadernos americanos (5. September 1946, 5. Jg.).
- Doctor Paul Zech falleció ayer en esta capital, La Nacion , Sonntag, 8. September 1946